# Pepe Berns

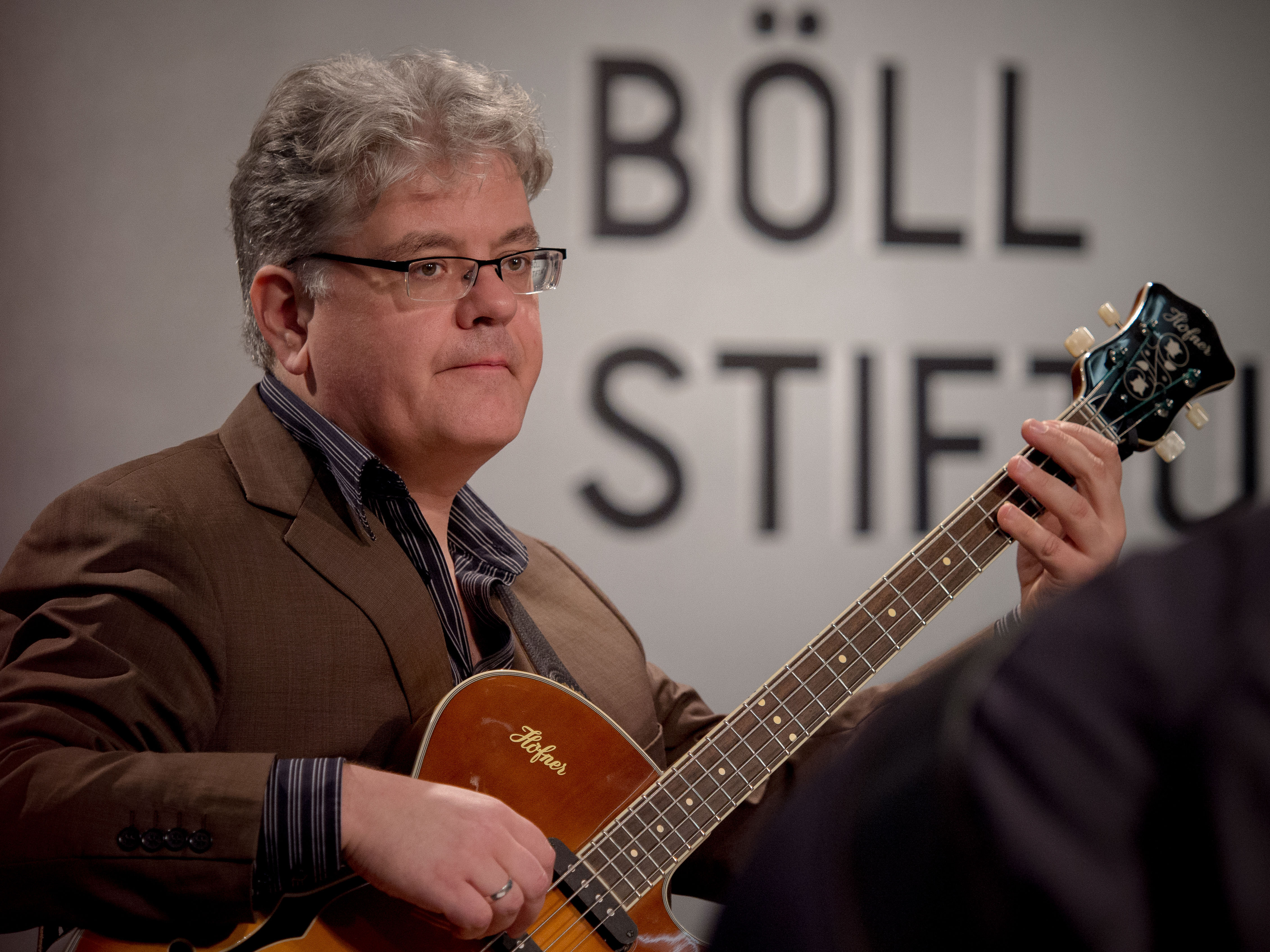
Pepe Berns, 2015

Pepe Berns (* 1966) ist ein deutscher Bassist des Modern Jazz.

## Leben und Wirken
Berns studierte Jazz-Kontrabass an der Hochschule für Musik Köln. Er spielte bereits während seiner Studienzeit Aufnahmen unter Joachim Ullrich (mit Reiner Winterschladen, Henning Berg, Hendrik Soll, Matthias Schubert und Christoph Adams) ein und trat im Trio mit Christoph Adams und Steve Argüelles auf.
Von 1992 bis 1994 studierte er am California Institute of Fine Arts bei Charlie Haden und an der Manhattan School of Music bei Harvie Swartz und Maria Schneider. Er war in New York Mitglied des Quartetts von Eliot Zigmund und trat u. a. mit Ben Monder, Vic Juris, Jeff Williams, Chris Potter, Mike Lee, Tom Rainey und Joel Frahm auf.
Bis 2003 studierte er an der Universität der Künste in Berlin bei James Knapp, David Friedman und Maria Schneider. Seit 2000 ist er Mitglied des Jonas Schoen Quartetts. Seit 2003 leitet er eine eigene Band mit den Gitarristen Eric St. Laurent und Kai Brückner, dem Saxophonisten Frank Delle und dem Schlagzeuger Heinz Lichius, mit der er 2004 das Album Closely Handled aufnahm. Seit 2006 spielt er im Quartett mit dem Akkordeonisten Tino Derado, Kai Brückner und Heinz Lichius, aber auch im Trio Tambour mit David Friedman und Peter Weniger. Auch spielt er im Quartett von Gabriel Coburger (Weirdo).
Berns unterrichtet an der Musikschule Kreuzberg und seit 2004 an der Universität der Künste in Berlin und an der Hochschule für Musik und Theater „Felix Mendelssohn Bartholdy“ Leipzig als Professor für Jazz-Bass.